# Birdsey Renshaw

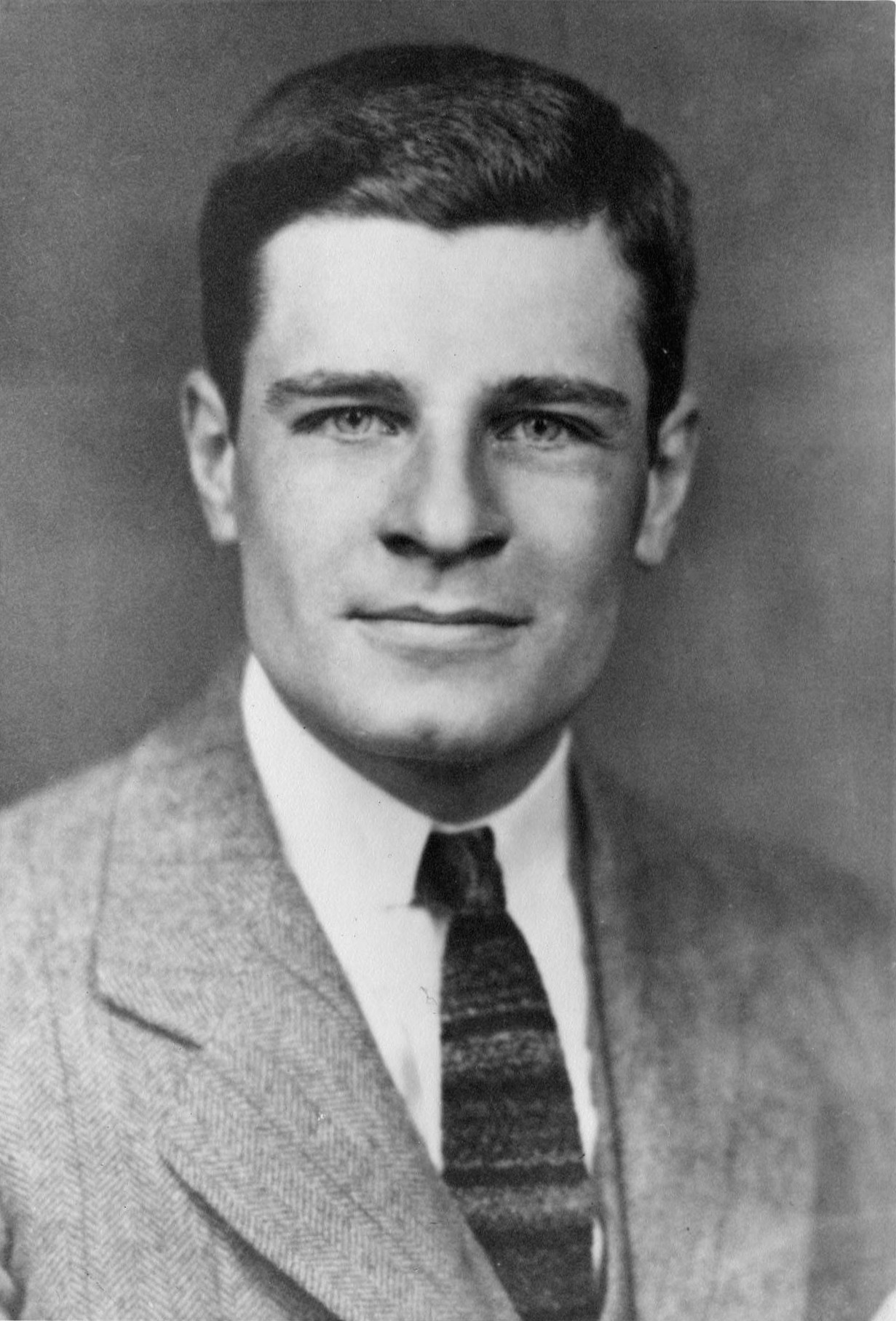
Birdsey Renshaw

Birdsey Renshaw (* 10. Oktober 1911 in Connecticut; † 23. November 1948 in Portland, Connecticut) war ein US-amerikanischer Neurowissenschaftler und der Entdecker der nach ihm benannten Renshaw-Zellen und der Renshaw-Hemmung.

## Leben
Birdsey Renshaw war der Sohn von Raemer Rex und Laura Birdsey Renshaw und hatte eine jüngere Schwester, Raine. 1936 schloss er sein Medizinstudium an der Harvard Medical School ab und promovierte 1938 in der Forschungsgruppe von Alexander Forbes zur Messung von elektrischen Potentialen im Gehirn mittels Mikroelektroden. Anschließend trat er der Forschungsgruppe von Herbert Gasser am Rockefeller Institute for Medical Research bei.
1938 heiratete er Janet Card Hayes. und hatte zwei Söhne, Thomas Hayes Renshaw und Bruce Birdsey Renshaw.
Er starb 1948 nach kurzem Krankheitsverlauf an Kinderlähmung.

## Veröffentlichungen
- The Electrical Potentials Recorded in the Brain with Microelectrodes. 1938 (englisch, Dissertation).
- Miscellaneous toxicological studies. In: National Defense Research Committee, Division 9 (Hrsg.): Chemical warfare agents and related chemical problems (Parts I–II). 1946, S. 382–385 (englisch, nih.gov).
- Mechanisms in production of cutaneous injuries by sulfur and nitrogen mustards. In: National Defense Research Committee, Division 9 (Hrsg.): Chemical warfare agents and related chemical problems (Parts III–VI). 1946, S. 479–518 (englisch, nih.gov).
- Central effects of centripetal impulses in axons of spinal ventral roots. In: Journal of Neurophysiology. Band 9, Nr. 3, 1. Mai 1946, S. 190–205, doi:10.1152/jn.1946.9.3.191 (englisch).[8]